# Clarksonova farma
Clarksonova farma (v anglickém originále Clarkson's Farm) je britský dokumentární televizní seriál vysílaný od roku 2021, režírovaný Gavinem Whiteheadem. Seriál se točí okolo Jeremyho Clarksona a jeho pokusu spravovat jeho vlastní, 1000 akrů velkou, farmu v Cotswolds. Po odvysílání druhé série se stal seriál nejsledovanějším seriálem v Spojeném království na streamovací službě Prime Video.
První řada měla premiéru 11. června 2021 na SVOD službě Prime Video. V červenci 2021 byl seriál obnoven pro druhou řadu, která měla premiéru 10. února 2023. V říjnu 2022 byl oznámen vývoj třetí řady. Ta byla rozdělena na dvě poloviny, přičemž první byla vydána 3. května 2024 a druhá polovina by měla být vydána o týden později, 10. května. V listopadu 2023 bylo oznámeno zahájení prací na čtvrté řadě.

## Obsazení

### Hlavní role
- Jeremy Clarkson, televizní moderátor známý ze seriálů Top Gear a The Grand Tour, který vlastní farmu v Chipping Nortonu
- Kaleb Cooper, mladý farmář z Chipping Nortonu, který vlastní svojí společnost ve vesnici Heythrop; byl najat Clarksonem, aby mu pomohl s chodem farmy.
- Lisa Hogan, Clarksonova přítelkyně
- Charlie Ireland, profesionální agronom, který radí Clarksonovi při řízení farmy
- Gerald Cooper, „šéf bezpečnosti“ farmy a specialista na stavbu a údržbu kamenných zdí; je ikonický pro rozhovory s Clarksonem, které jsou často nepochopitelné kvůli jeho silnému přízvuku
- Kevin Harrison (1. řada), předseda National Sheep Association a zkušený chovatel ovcí
- Ellen Helliwell (1. řada), pastýřka, kterou Clarkson najal, aby pečovala o jeho stádo ovcí
- Alan Townsend (1. až 3. řada), stavitel a architekt pro různé projekty na farmě
- Dilwyn Evans (1. až 3. řada), místní veterinář

### Vedlejší role
- Georgia Craig, politický poradce z National Farmer's Union
- Viktor Zaichenko, ukrajinský včelař
- Simon Strong, sousední farmář
- Tim a Katy Colesovi (2. řada), místní chovatelé krav,
- Paddy a Steph Bournovi (2. řada), místní chovatelé slepic a kohoutů
- Emma Ledbury (2. řada), místní farmářka
- Pip Lacey (2. řada), profesionální kuchař najatý k vedení restaurace
- Andy Cato (3. řada), člen dua Groove Armada a farmář, který přesvědčí Clarksona, aby používal regenerační pěstování
- George Lamb (3. řada), televizní moderátor a rádiový hlasatel
- Annie Gray (3. řada), majitelka bistra v dodávce
- Rupert Arneil (3. řada), odborník na stromy

## Seznam dílů

### První řada (2021)
| Č. v seriálu | Č. v řadě | Původní název    | Český název                                                | Premiéra        | Premiéra na Prima Cool |
| ------------ | --------- | ---------------- | ---------------------------------------------------------- | --------------- | ---------------------- |
| 1            | 1         | Tractoring       | Práce s traktorem (Prime Video) Traktorování (Prima Cool)  | 11. června 2021 | 21. července 2025      |
| 2            | 2         | Sheeping         | Chov ovcí (Prime Video) Ovcování (Prima Cool)              | 11. června 2021 | 22. července 2025      |
| 3            | 3         | Shopping         | Nakupování                                                 | 11. června 2021 | 28. července 2025      |
| 4            | 4         | Wilding          | Zplaňování (Prime Video) Zdivočování (Prima Cool)          | 11. června 2021 | 29. července 2025      |
| 5            | 5         | Pan (dem) icking | Pandemická panika (Prime Video) Pandemikaření (Prima Cool) | 11. června 2021 | 4. srpna 2025          |
| 6            | 6         | Melting          | Škvaření (Prime Video) Vysušování (Prima Cool)             | 11. června 2021 | 5. srpna 2025          |
| 7            | 7         | Fluffing         | Pochybení (Prime Video) Chybování (Prima Cool)             | 11. června 2021 | 11. srpna 2025         |
| 8            | 8         | Harvesting       | Sklizeň (Prime Video) Sklízení (Prima Cool)                | 11. června 2021 | 12. srpna 2025         |

### Druhá řada (2023)
| Č. v seriálu | Č. v řadě | Původní název | Český název                                              | Premiéra       | Premiéra na Prima Cool |
| ------------ | --------- | ------------- | -------------------------------------------------------- | -------------- | ---------------------- |
| 9            | 1         | Surviving     | Přežívání                                                | 10. února 2023 | 18. srpna 2025         |
| 10           | 2         | Cowering      | Kravaření                                                | 10. února 2023 | 19. srpna 2025         |
| 11           | 3         | Schmoozing    | Bratříčkování (Prime Video) Kamarádíčkování (Prima Cool) | 10. února 2023 | 25. srpna 2025         |
| 12           | 4         | Badgering     | Jezevčení                                                | 10. února 2023 | 26. srpna 2025         |
| 13           | 5         | Council-ing   | Poradenství                                              | 10. února 2023 | 1. září 2025           |
| 14           | 6         | Counselling   | Radění                                                   | 10. února 2023 | 2. září 2025           |
| 15           | 7         | Scheming      | Pletichaření                                             | 10. února 2023 | bude oznámeno          |
| 16           | 8         | Climaxing     | Vyvrcholení                                              | 10. února 2023 | bude oznámeno          |

### Třetí řada (2024)
| Č. v seriálu | Č. v řadě | Původní název | Český název | Premiéra        | Premiéra na Prima Cool |
| ------------ | --------- | ------------- | ----------- | --------------- | ---------------------- |
| 17           | 1         | Unfarming     | Nefarmaření | 3. května 2024  | bude oznámeno          |
| 18           | 2         | Porking       | Vepřování   | 3. května 2024  | bude oznámeno          |
| 19           | 3         | Jobbing       | Nádeničina  | 3. května 2024  | bude oznámeno          |
| 20           | 4         | Harrowing     | Otřesení    | 3. května 2024  | bude oznámeno          |
| 21           | 5         | Healing       | Léčení      | 10. května 2024 | bude oznámeno          |
| 22           | 6         | Mushrooming   | Houbování   | 10. května 2024 | bude oznámeno          |
| 23           | 7         | Parking       | Parkování   | 10. května 2024 | bude oznámeno          |
| 24           | 8         | Calculating   | Počítání    | 10. května 2024 | bude oznámeno          |

### Čtvrtá řada (2025)
| Č. v seriálu | Č. v řadě | Původní název | Český název          | Premiéra        | Premiéra na Prima Cool |
| ------------ | --------- | ------------- | -------------------- | --------------- | ---------------------- |
| 25           | 1         | Solo-ing      | Sólování             | 23. května 2025 | bude oznámeno          |
| 26           | 2         | Pubbing       | Chození po hospodách | 23. května 2025 | bude oznámeno          |
| 27           | 3         | Crawling      | Plazení              | 23. května 2025 | bude oznámeno          |
| 28           | 4         | Cottaging     | Chataření            | 23. května 2025 | bude oznámeno          |
| 29           | 5         | Endgaming     | Finišování           | 30. května 2025 | bude oznámeno          |
| 30           | 6         | Splurging     | Rozhazování          | 30. května 2025 | bude oznámeno          |
| 31           | 7         | Hurrying      | Pospíchání           | 6. června 2025} | bude oznámeno          |
| 32           | 8         | Landlording   | Obsluhování          | 6. června 2025  | bude oznámeno          |

## Hodnocení
Podle organizace pro měření sledovanosti Barb, překonal první díl 2. řady Clarksonovy farmy rekord sledovanosti na službě Prime Video ve Velké Británii a stal se nejsledovanějším seriálem na Amazonu, jehož je Amazon i producentem – během sedmi dnů jej zhlédlo 4,3 milionu diváků. Celkem se na druhou řadu seriálu, během jednoho měsíce od vydání, podívalo 7,6 milionu jednotlivců.
Sledovanost první řady nebyla k dispozici, protože Barb začal měřit sledovanost platforem až na jejich vyžádání, přičemž Amazon požádal až v listopadu 2021.